# Lilla Melodifestivalen 2014
Lilla Melodifestivalen 2014 var den elfte och senaste upplagan av musiktävlingen Lilla Melodifestivalen. Tävlingen arrangerades i Stockholm den 6 juni 2014 och direktsändes i Sveriges Radio P4. Programmet sändes senare på hösten på Barnkanalen. Vinnaren blev Julia Kedhammar med bidraget Du är inte ensam, som slutade på 13:e plats i Junior Eurovision Song Contest 2014 i Malta den 15 november 2014.

## Tävlingsupplägg

### Regler
Enligt Europeiska radio- och TV-unionens (EBU) regelverk krävdes det att tv- och/eller radio-bolaget skulle vara medlem i EBU för att få delta i Junior Eurovision Song Contest. Deltagarna skulle vara mellan 10 och 15 år, men arrangören SVT och SR hade beslutat att deltagaren inte fick vara yngre än 12 år. Det var tredje året som dessa regler användes. Precis som 2013 års Lilla Melodifestivalen-sändning skulle tävlingen 2014 sändas i radio på SR P4. Tittarna fick inte rösta utan en särskilt utvald jury utsåg vinnaren.

### Nya regler
- Från och med 2014 fick låten vara max 3:00 minuter lång, tidigare hade den fått vara 2:45 minuter.
- Deltagarna behövde inte sjunga egenskrivna låtar vid ansökan till tävlingen eller audition. Dock krävdes en egenskriven låt om man blev utvald att tävla i årets tävling.

## Juryn
Juryn i audition bestod av Eurovision-proffset Christer Björkman, musikprofilen Linnéa Wikblad och koreografen Tine Matulessy och juryn i finalen bestod av Svensktoppens programledare Carolina Norén, melodifestivalens producent Christer Björkman samt programledaren Malin Olsson (ny i juryn).

## Första Audition/Semifinalen
Till Lilla Melodifestivalens första audition/semifinal 1 valdes 20 artister ut av totalt 1000 sökande. Efter första audition valdes 8 artister ut att tävla i finalen på Gröna Lund. 

### 20 tävlande artisterna i semfinalen[3]
Sambro & Rami Style
Julia Kedhammar
Lillan Axebrink
Nicole Zanetti
Betty Fjällström
Hannes Nilsson
Vilma Larsson
Kevin Körber
Mi Edström
Linda & Kajsa
Josef Svensson
Felix Laurent
Ella Rammelt
Tove Burman
Linnea Wadsten
Nina Bring
Clara Folkebo
Nina & Daniela
Paulina Pancenkov

## Finalen

### 8 tävlade artisterna i finalen
| Nr | Artist            | Låt                 | Placering |
| -- | ----------------- | ------------------- | --------- |
| 1  | Julia Kedhammar   | Du är inte ensam    | 1         |
| 2  | Skyscraper        | Här är vi nu        | 2         |
| 3  | Vilma Larsson     | Stilla              | 2         |
| 4  | Kevin Körber      | När hoppet tar slut | 2         |
| 5  | Felix Laurent     | Jag trodde på oss   | 2         |
| 6  | Ella Rammelt      | Oslagbara           | 2         |
| 7  | Tove Burman       | Rebell              | 2         |
| 8  | Paulina Pancenkov | Jag saknar dig så   | 2         |

## Kalender
Nedan redovisas viktiga händelser som skedde kring Lilla Melodifestivalen 2014

### 2014

#### Mars
- 1 mars: SVT bekräftade genom tv-programmet Melodifestivalen 2014 att en ny Lilla Melodifestivalen-tävling skulle komma att produceras i samarbete med Sveriges Radio
- 1 mars: Sveriges Radio öppnade inskickningsformuläret för årets bidrag.
- 27 mars: Sista inskicknings-datumet för årets bidrag.

#### April
- 9 april: Första audition startade i Stockholm.

#### Maj
- 8 maj: Sveriges Radio publicerade listan på artisterna samt titlarna på respektive låt.
- ? maj: Dans- och sångrepetitionerna startade i Stockholm.

#### Juni
- 6 juni: Finalen direktsändes i Sveriges Radios kanal P4 och tv-sändningen bandades för visning på SVT:s barnkanalen senare under hösten. Vinnaren utsågs genom juryröstning.

#### November
- 15 november: Finalen av Junior Eurovision Song Contest 2014 sändes från Malta och Sverige kom på 13:e plats.

### Fotnoter
1. 1 2  Här är årets finalister Lilla Melodifestivalen 2014 ”Arkiverade kopian”. Arkiverad från originalet den 13 maj 2014. https://web.archive.org/web/20140513010657/http://sverigesradio.se/sida/artikel.aspx?programid=4292&artikel=5832843. Läst 10 maj 2014.
2. ↑  ”Arkiverade kopian”. Arkiverad från originalet den 17 januari 2012. https://web.archive.org/web/20120117162540/http://www.ebu.ch/en/ebu_members/admission/index.php. Läst 10 maj 2014.
3. ↑  García, Belén (14 april 2014). ”Junior Eurovision: Lilla Melodifestivalen 2014 finalists revealed!” (på brittisk engelska). ESCplus. https://www.esc-plus.com/junior-eurovision-lilla-melodifestivalen-2014-finalists-revealed/. Läst 18 maj 2020.
4. ↑  ”Arkiverade kopian”. Arkiverad från originalet den 12 maj 2014. https://web.archive.org/web/20140512220044/http://sverigesradio.se/sida/gruppsida.aspx?programid=4292&grupp=20944. Läst 10 maj 2014.